# Stadthauptmann
Stadthauptmann ist eine historische und gegenwärtige Funktionsbezeichnung im Sicherheitswesen. Sie ist heute vor allem in Österreich in Verwendung.

## Geschichte
Hauptmann bedeutete nach Perger / Czeike ursprünglich den Befehlshaber einer größeren militärischen Einheit. Im Kriegseinsatz sprach man vom Feldhauptmann. Kommandant einer Burg- oder Festungsbesatzung war der Burghauptmann. Chef der militärischen Einheiten in einer Stadt war der Stadthauptmann.
Im mittelalterlichen Wien wurde, wenn es um die Abwehr einer Belagerung ging, ein Stadthauptmann als Kommandant eingesetzt. Ab 1782 wurde der Titel von einem Zivilbeamten zwischen dem städtischen Magistrat und der niederösterreichischen Regierung getragen, später vom Leiter des städtischen Sicherheitswesens.

### Generalgouvernement
Die deutschen Verwalter im besetzten Polen verwendeten von 1939 bis 1945 die Amtsbezeichnung Stadthauptmann für den obersten zivilen Verwalter einer besetzten Stadt, in Analogie zu der Funktion des Kreishauptmanns für einen polnischen Landkreis. Stadthauptmann in Radom war 1939 / 1940 der Saarbrücker Oberbürgermeister Fritz Schwitzgebel. In Krakau, der „Hauptstadt“ des Generalgouvernements, waren dies bis Januar 1940 Ernst Zörner, danach Carl Gottlob Schmid, Rudolf Pavlu ab April 1941 und Josef Krämer ab Mai 1943. Friedrich Sauermann war von Oktober 1939 bis Februar 1942 Stadthauptmann von Lublin, dann von April 1943 bis Juli 1944 Stadthauptmann von Biała Podlaska.

### Republik Österreich vor 2012
Im republikanischen Wien ist die Bezeichnung Stadthauptmann seit der Zwischenkriegszeit in Verwendung; im Herbst 1933 wurden von der Diktaturregierung die vormaligen zivilen Funktionsbezeichnungen leitender Polizeibeamter durch Offizierstitel analog zum Militär ersetzt. Die Verwendungsbezeichnung Stadthauptmann trugen vor der Sicherheitsbehörden-Neustrukturierung 2012 ausschließlich die Leiter der Polizeikommissariate in Wien. Außerhalb Wiens war die Bezeichnung bei Sicherheitsbehörden der Republik bis 2012 nicht in Gebrauch.

## Gegenwart
Heute ist Stadthauptmann (bzw. -frau) in ganz Österreich die Verwendungsbezeichnung für den Leiter eines Polizeikommissariates (PK). Polizeikommissariate sind Außenstellen (innerbehördliche Organisationseinheiten) der jeweiligen Landespolizeidirektion (LPD), jedoch ohne eigene Behördenstellung.
Gegenwärtig bestehen in Wien 14 der Landespolizeidirektion Wien unterstellte Polizeikommissariate, die jeweils für einen Teilbereich des Stadtgebiets zuständig sind. Außerhalb Wiens bestehen Kommissariate in den Städten Leoben, Schwechat, Steyr, Villach, Wels und Wiener Neustadt.
Der Stadthauptmann ist immer Angehöriger des höheren, rechtskundigen Dienstes der Landespolizeidirektion, also ein Jurist. Für Frauen ist die Führung der Bezeichnung in weiblicher Form möglich.